# 陳濟強
陳濟強（英語：Jackie Chan Chai-keung，1938年11月7日—），香港土木工程師。澳洲新南威爾斯大學工學士，1982年至1994年任旺角區議會民選區議員（旺角南）。1985年至1988年任香港立法局議員（選舉團－南九龍）。
陳濟強早年就讀伊利沙伯中學（1954年入讀，1957年中五畢業，於1957年英文中學會考中考獲數學科「良」等成績，與前香港警務處處長李君夏為同屆同學），1958年至1959年入讀澳洲All Saint College。其後於1959年至1962年間在新南威爾斯大學修讀土木工程系學士課程。他在1963年回港加入George Wimpey International Ltd. 任職助理工程師，1964年至1969年轉職Scott Wilson Kirkpatrick & Partners 的助理工程師崗位。後來自1969年起成立了自己的陳濟強建築工程師事務所。陳濟強是英國土木工程師學會成員以及為澳洲工程師學會、香港工程師學會會員。
從政方面，他在1982年首次透過參與首屆區議會選舉，並成功當選區議員加入政治生涯。他擔任旺角區區議員達12年，直至1994年旺角區併入油尖區，並在該屆區議會選舉中落敗，從此再沒參與香港政壇。1985年立法局選舉，他在九龍南地方選區中，透過由油麻地區及旺角區區議員組成的選舉團間接選為立法局議員。他並沒有參與1988年立法局選舉，結束在立法局服務三年的生涯。現從事大廈防火工作。

## 資料來源
1. 1 2 3 4 5  盧子健、何安達. . 天地圖書. 1994: 415.
2. 1 2 3 4 5 6  Kevin Sinclair (编).  4. Who's Who in Hong Kong Ltd.、Asianet Information Services Ltd. 1988: 39.
3. ↑  . 香港工商日報. 1957-12-07: 6  [2022-05-01].
4. 1 2  . 華僑日報. 1957-07-23: 18  [2023-08-20].
5. ↑  .   [2016-10-08]. （原始内容存档于2017-04-02）.
6. ↑  避免人財兩失 消防安全勿疏忽，超級睇樓，星島日報，2005-05-28